# 柱に繋がれたキリスト (ブラマンテ)
『柱に繋がれたキリスト』（はしらにつながれたキリスト、伊:Cristo alla colonna）は、ドナト・ブラマンテが1490年ごろに制作した板上の油彩画である。ミラノのブレラ美術館に所蔵されている。

## 歴史
ブラマンテの絵画の最高の作品と見なされている板絵であり、ミラノ近郊のキアラヴァッレ修道院から依頼された。本作は、ブラマンテによる唯一の現存する板絵である。帰属は、一致して認められているわけではない。ウィリアム・スイダなどの一部の学者は、作品はブラマンティーノの作品である可能性が高いと考えている。
作品は1915年以来、修道院から寄託されてブレラ美術館に所蔵されている。修道院では、複製によって置き換えられた。2017年1月15日、暖房システムの故障が起き、急激な温度変化により、絵画は別の40点の作品とともに損傷を受けた。作品はすぐに修復のために美術館の研究室に運ばれた。

## 概要と様式
本作は、鞭打たれる前に柱（この場合は古典的な浅浮き彫りの装飾が施された華やかな柱）に縛られたキリストを描いている。大きくクローズアップされた描写は、非常に強い感情を伝え、すでに悲痛な場面を一層強調しており、全体として、強い心理的緊張の雰囲気を生み出している。さらに、キリストの首から垂れ下がっているロープなどの細部は、構図全体から横溢する顕著な感情的不安を生み出すのに貢献している。広大な列柱のある空間を構想する様式は、実際には、サン・サティロにあるサンタ・マリア教会の偽聖歌隊席の建築で使用されているものと同じである。すなわち、絵画の境界を越えて主要な要素が提示されていることと、前景と後景の間の距離の示唆である。
キリストの身体の古典的なモデリングは、ブラマンテの芸術的形成地であったウルビーノの文化的影響を如実に示している。一方、他の詳細な表現として、二重照明（左から右に射している正面の光と、背景の窓から入る光）、遠くに行くにつれ、かすんでいく景色、そして細心の注意を以って描かれている細部が挙げられる。光の研究は際立っており、キリストの髪の毛やあごひげの赤みがかった青い反射のように、無数の色の反射を生み出している。
顔の表現力の研究など、レオナルド・ダ・ヴィンチの影響を示している細部や、ロープで締められた肉体や透明な涙などの極端なリアリズムの細部を示しているものもある。